# M186望远镜支架
M186望远镜支架是M90A3直望远镜的支架，该支架可装备于M119A2榴弹炮的左侧。
| 长度 | 4英寸 |
| 宽度 | 5英寸 |
| 高度 | 2英寸 |
| 重量 | 2磅   |